# Прекрасная садовница
«Прекрасная садовница» (фр.  La Belle Jardinière) — картина выдающегося художника итальянского Возрождения Рафаэля Санти. Относится к флорентийскому периоду в жизни Рафаэля (1507—1508) и имеет много общего с двумя другими работами этого же периода — «Мадонной в зелени» и «Мадонной со щеглом». Относительно небольшая по размерам картина (122 Х 80 см), написанная маслом по холсту, натянутому на деревянную основу, с XVI века считается одной из жемчужин музея Лувр в Париже. Произведение Рафаэля вскоре после его создания пользовалось успехом, его копировали художники, поэтому существует множество реплик и иконографических вариаций на эту тему.

## История картины

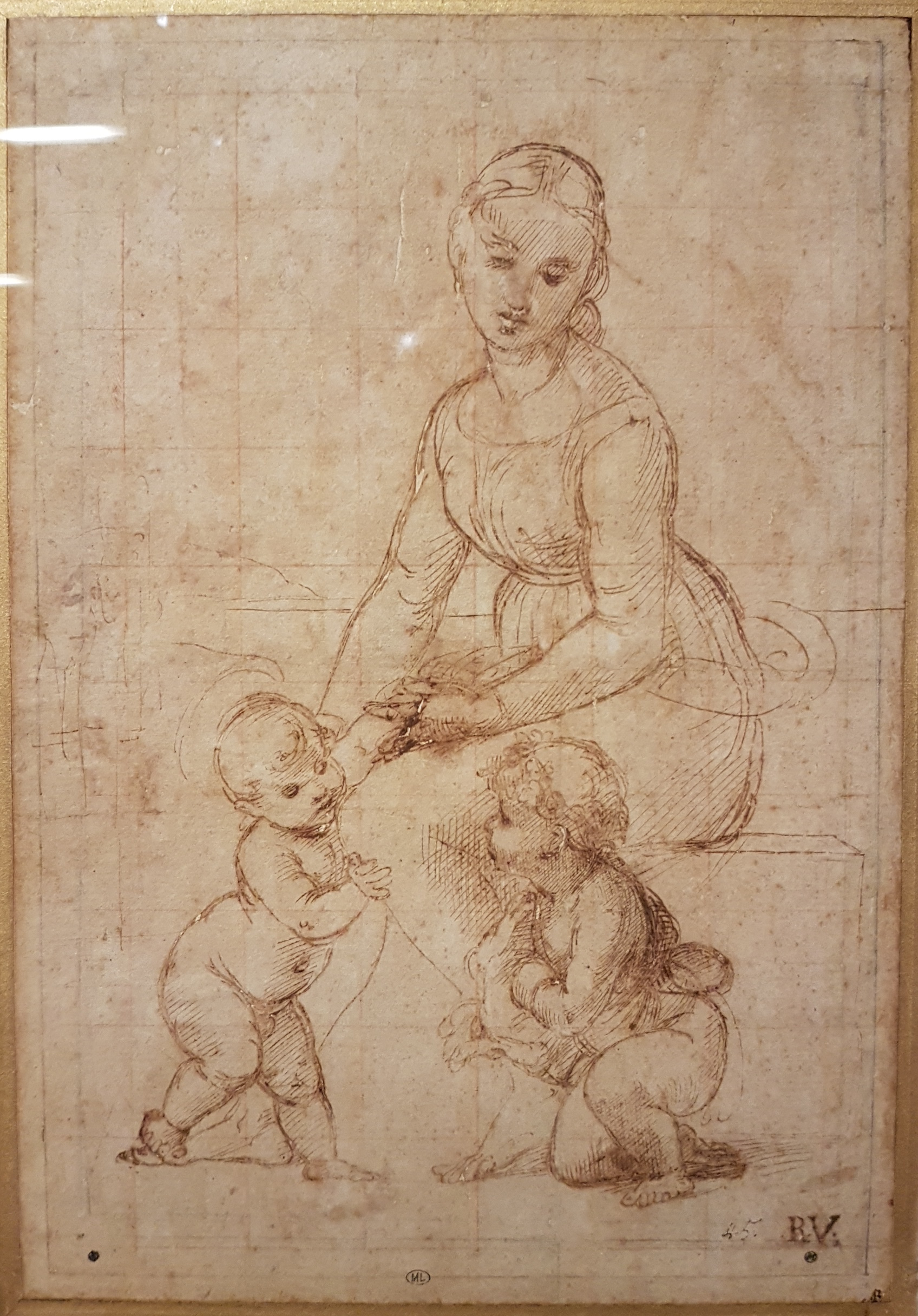
Подготовительный рисунок к картине. Перо, коричневые чернила, сангина. Лувр, Париж

«Прекрасную садовницу» в истории искусства принято отождествлять с «Мадонной», которую, по свидетельству Джорджо Вазари, заказал Рафаэлю знатный сиенец Ф. Сергарди. После отъезда Рафаэля в Рим во второй половине 1508 года картина была завершена Ридольфо Гирландайо (его рукой, вероятно, написан голубой мафорий Марии). Картина была приобретена в Сиене от имени короля Франции Франциска I и её доставили в Париж. Картина стала известной как одно из первых произведений Рафаэля во Франции, и вскоре стала объектом поклонения и подражаний.

## Происхождение названия и особенности иконографии
В каталогах королевских собраний в Париже картина долгие годы числилась как «Святая Дева в образе крестьянки» (La Sainte Vierge en paysanne), пока французский историк и знаменитый коллекционер Пьер Жан Мариетт в 1720 году не дал ей более романтическое название «Прекрасная садовница». В куртуазной культуре Франции, в особенности эпохи французского Ренессанса XVI века и искусства стиля рококо XVIII века, существовала традиция, восходящая к античности, изображения «садовниц» с корзинками цветов или садовыми инструментами на фоне парка, зелени, беседок и трельяжей.

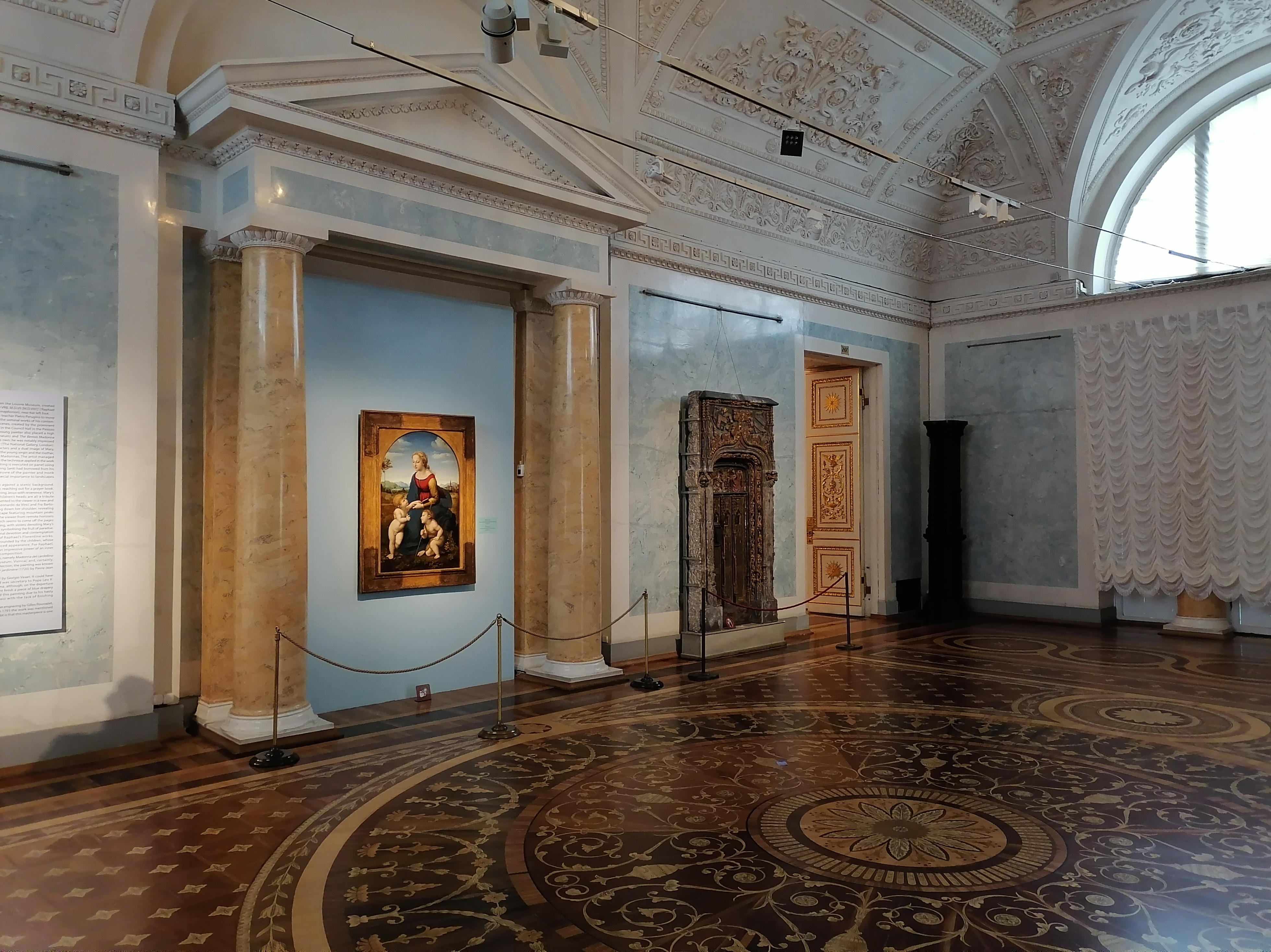
«Прекрасная садовница» на выставке в Санкт-Петербургском Эрмитаже, 2021 год

Дева Мария изображена сидящей на камне (символ Церкви), иначе называемом «Престолом мудрости» (лат.  Sedes Sapientiae), символическое значение которого подчёркивается книгой в руке Мадонны, что соотносит данную иконографию с темой «Читающей Мадонны».
По левую сторону от Девы Марии показан младенец Иоанн Креститель с крестом. Его взгляд устремлён на Спасителя, расположенного по другую сторону от Матери. Головы всех трёх фигур обрамлены едва приметными нимбами. Иконография Мадонны с Младенцами Христом и Иоанном восходит к разработанной Леонардо да Винчи теме, связанной с апокрифическим рассказом о Бегстве в Египет и первой встрече в пещере Иисуса и Иоанна (Мадонна в скалах).
За спиной Марии расстилается пейзаж с озером (слева) и городом (справа). В одеянии Мадонны к двум цветам (красному и синему) добавлен золотистый цвет рукава, который гармонирует с пейзажем и садовыми травами, обрамляющими фигуры снизу. Среди них различимы фиалки, символизирующие смирение Марии, и водосбор, символизирующий страсти Христовы. В этой «ботанической теме» исследователи также видят влияние творчества Леонардо.
Пирамидальная композиция наподобие «Святой Анны с Мадонной и Младенцем Христом» представляет собой типично «леонардовский» равносторонний треугольник — схема, которую сам Леонардо да Винчи считал наиболее гармоничной. Однако вместо невыразимой тайны и мистической геометрии, свойственных творчеству Леонардо, полотно Рафаэля оставляет ощущение безмятежной гармонии и земного покоя.
Об этой особенности творчества Рафаэля подробно писал Генрих Вёльфлин в книге «Классическое искусство»: «Рафаэль сделался популярным как живописец Мадонн, и подходить к их чарующей прелести с грубыми приёмами формального анализа — это может показаться излишним. С „Мадонн“ делалось больше репродукций, чем с произведений какого-либо другого художника, и все они нам знакомы с юности. Они до такой степени проникнуты чертами материнской любви и детской миловидности, торжественного достоинства и сверхчеловеческого величия, что о дальнейших намерениях художника и не спрашиваешь. А между тем с одного лишь взгляда на рисунки Рафаэля видно, что для художника проблема была не в том, что пленяет публику, не в создании той или иной красивой головы или поворота ребёнка, а в сплочённости группы, в согласовании направлений различных членов и фигур. Можно, конечно, рассматривать Рафаэля с точки зрения душевного настроения, но сущность его художественных намерений откроется лишь тому, кто от душевных переживаний способен перейти к формальному анализу».